# Ricardo Delgado (zapaśnik)
Ricardo Delgado – kolumbijski zapaśnik walczący w stylu klasycznym. Srebrny medal na igrzyskach boliwaryjskich w 2005 roku.